# Comité d'organisation des Jeux olympiques et paralympiques d'hiver de 2018
Le comité d'organisation des Jeux olympiques d'hiver de Pyeongchang est le comité d'organisation des Jeux olympiques et paralympiques d'hiver de 2018. Son président et directeur général est Yang-ho Cho.